# William Sheer
Pour les articles homonymes, voir Sheer.
William Sheer est un acteur de cinéma muet américain, d'origine britannique, né à Birmingham, et mort le 10 juillet 1933, à New York (État de New York).

## Filmographie sélective
- 1915 : Do-Re-Mi-Boom!, de Walter Wright
- 1915 : Ambroise le tombeur (Ambrose's Nasty Temper), de Dell Henderson
- 1915 : Le Capitaine fait la bombe (Our Dare-Devil Chief), de Ford Sterling
- 1915 : Un féroce armateur (A Versatile Villain), de Frank Griffin
- 1915 : Regeneration, de Raoul Walsh
- 1919 : Pitfalls of a Big City, de Frank Lloyd
- 1920 : Headin' Home, de Lawrence C. Windom